# Bybus
 Denne artikel omhandler overvejende eller alene danske forhold. Hjælp gerne med at gøre artiklen mere almen.
En bybus er en bus, der trafikerer faste ruter i en by. De kan (med visse undtagelser) stoppe ved alle stoppesteder, og kører som oftest med faste minuttal eller intervaller. Bybustrafikkens omfang varierer stærkt fra by til by alt efter disses størrelse og lokale behov og engagement.

## Danske forhold
De første bybusser kørtes af private selskaber, men efterhånden blev flere kommuner og privatbaner involveret. Da amtstrafikselskaberne indførtes omkring 1980, overtog de reguleringen af både bybusser og rutebiler i de fleste amter. I forbindelse med Strukturreformen i 2007 afløstes de af nye regionale trafikselskaber ejet af kommuner og regioner. Med enkelte undtagelser udliciterer de kørslen til private entreprenører, der afleverer billetindtægter til trafikselskaberne til gengæld for betaling for kørslen.

### Bybusser i hovedstadsområdet
Mest omfattende er bybustrafikken i København. Her har man foruden en række almindelige bybuslinjer også forskellige særlige typer buslinjer:
- A-busserne (f.eks. 1A og 6A) er de vigtigste. Der findes seks A-buslinjer, der døgnet rundt med høj hyppighed trafikerer de strækninger, der har flest passagerer. De kendetegnes ved deres røde hjørner.
- Cityline (5C) er en højklasset linje med ledbusser der kører hyppigt og døgnet rundt. Busserne er turkise med gule hjørner.
- S-busserne (f.eks. 150S og 200S) er hurtige linjer, der kun stopper ved visse stoppesteder. Hyppigheden varierer efter behovet. De kendetegnes ved deres blå hjørner.
- E-busserne (f.eks. 15E og 40E) er hurtige linjer, der kun stopper ved visse stoppesteder, og som kun kører på hverdage. De kendetegnes ved deres grønne hjørner.
- Servicebusserne (f.eks. 847 og 848) er handicapegnede minibusser, der kører ad kringlede ruter i et givet område. De betjener primært ældre og personer med handicap.
- Telebusserne (f.eks. 820 og 828) er minibusser, der kan bestilles over telefon, og betjener ofte større tyndt befolkede områder, hvor faste busser ikke kan svare sig.
- Natbusserne (f.eks. 93N og 97N) kører, som navnet siger, om natten. Deres linjeføringer varierer ofte fra de normale buslinjer, der kører om dagen. Der er flest afgange natten efter fredag og lørdag.
- Derudover findes som nævnt også et større antal almindelige bybuslinjer, der med vekslende hyppighed og linjeføringer supplerer A- og S-busser.

Tidligere fandtes også
- Hurtigbusser (f.eks. 5H), der var hurtige linjer, der kun stoppede ved visse stoppesteder, og som kun kørte i myldretiden. De supplerede almindelige linjer, som de ofte delte nummer med. De blev omdannet til ekspresbusser i 1989, da forskellen alligevel ikke var særlig stor.
- Pendulbusser (f.eks. 539P) der kørte mellem en station og et område med mange virksomheder og/eller uddannelsesinstitutioner. De kørte kun i myldretiderne og kun på hverdage uden for skoleferierne. Alle pendulbusser blev den 11. januar 2009 omdannet til ekspresbusser.

Bemærk at trafikselskabet Movia ikke skelner mellem bybusser og rutebiler.

### Bybusser i Aarhus
Historien om bybusser i Aarhus kan dateres tilbage til 23 Marts 1920 hvor den første rutebil begyndte at trille. Et billedet af ældre karakter er ligeledes taget i perioden mellem 1951-1955 hvor en Linje 8 fotograderes ved Dalgas Avenue[1]
Det nuværende linjenet består af 6 A-busser der et højfrekvente linjer der kører minimum hvert kvarter i hele dagdriftens periode. Derudover er der 14 almindelige busruter der kører med mindre frekvens men hovedsageligt mellem hvert 15min på hverdage og 30times drift i ydertidspunkterne. Udover de normale linjer, så kører der i Aarhus også 3 erstatningslinjer, for Aarhus Letbane, når denne af en eller anden grund ikke kan kører.

#### Natbusser
I Aarhus natbusserne kører kun nat efter Fredag og Lørdag men der er diskussioner i byrådet om at lade disse kører alle ugens dage samt ændre linjenettet struktur for disse.[kilde mangler]

### Bybusser i Aalborg
Aalborg betjenes af 11 almindelige bybuslinjer, 2 servicebuslinjer, 6 natbuslinjer og 5 lokale buslinjer.
De tidligere metrobusser, linjerne 1 og 2 kører på en fællestrækning gennem centrum, hvorefter de deles ud til andre byer. Hvis der fx står 1L, kører bussen videre til Svenstrup/Godthåb. På fællesstrækningen kører metrobusserne ikke efter en decideret plan, men ankommer med et bestemt interval, i dagtimerne typisk hvert 7.-8. minut. De minder således om A-busserne i København. Der er omkring 281.000 påstigninger på by- og metrobusserne i Aalborg Kommune om ugen.
Linje 2 , var den første af metrobusserne til at miste sin metrobusstatus. Statusen som metrobus Mistede linjen pr 7 August 2016 da den blev omlagt og byttede ruteføring med linje 12/13 der overtog dens ruteføringer nord for Limfjorden . Linje 2 blev derimod opgraderet til et nyt koncept der kaldes Plusbus der køres med dobbeltledbusser

#### Natbusser
Foruden den normale dagdrift i Aalborg, så kører der også natbusser i byen. Aalborg er den eneste by foruden København hvor natbusserne kører alle ugens dage. natbuslinjerne i Aalborg kører på hverdage mellem klokken 23.15. og klokken 1.30, hvor de sidste busser kører i garage. I Weekenden er billedet dog noget anderledes. Her kører natbusserne mellem klokken 23.15, også frem til næste morgen klokken 5.15 hvor de sidste linjer kører i garage.

### Bybusser i Odense
Historien om Bybusserne i Odense datere sig tilbage til 1952 hvor Odense Bytrafik blev oprettet som erstatning for Odense Sporvej der ligeledes blev nedlagt, den dag idag betjenes Odense af 10 basisbybuslinjer hvoraf hver forgrening har sit eget linjenummer. I Odense vil du møde F.eks Linje 2 som Linje 21 og 22 fordi hver gren har sin egen endestation og rute igennem Odense by. Fælles for linjerne er dog at linjerne igennem centrum betjener de samme områder.

#### Natbusser
Trods at Odense er den 3 største by i Danmark, så har Odense ikke et reelt bynatbussystem. På Fyn er det de regionale ruter der kører natbusafgange ud på hele øen, med udgangspunkt i Odense, på nær en enkelt rute mellem Nyborg og Faaborg via Svendborg.

### Bybusser i Esbjerg
Bybusserne i Esbjerg kan dateres tilbage til 1922 hvor de første bybusser begyndte at rulle i havnebyen, siden da er byen vokset og flere linjer er kommet til. Specielt for byen er det at Esbjerg er den første danske by til at have indført 100% ren el-bus drift på byens bybuslinjer.

#### Natbusser
I Esbjerg betjenes byens bybusnet i weekender ligeledes af natbusser. Natbusserne starter på Torvet i Esbjerg og kører i ringruter rundt i Esbjerg by.

## Bybusser i provinsen og oversigt over uddybende artikler over større byers bybussystemer som ikke er nævnt ovenfor

### Forhold for bybusser i mellemstore byer i Danmark
I de mellemstore provinsbyer er der typisk 5-10 linjer, der i hverdagsdagtimerne typisk kører hvert 20-30. minut (evt. kun nogle linjer). På trafiksvage tidspunkter, primært aftener og søndage, køres typisk i timedrift. I reglen mødes alle linjer på bestemte tidspunkter på et centralt sted i byen (oftest ved jernbanestationen, hvis en sådan findes i byen), således at det er muligt at skifte til en linje i en anden retning.

### Forhold i mindre byer
I de mindre provinsbyer er der typisk 1-3 linjer, der i hverdagsdagtimerne typisk kører i timedrift. På øvrige tidspunkter er driften ofte indstillet eller erstattet af teletaxi.

## Galleri
- I København blev der før i tiden brugt gasbusser på nogle af byens bybusruter
- I København blev der i en årrække brugt Dobbeltdækkerbusser på nogle af byens travlere linjer. blandt andet Linje 250S
- Bybusserne hos Sydtrafik er malet gule og med et mørkeblåt S henover
- Højgulvsbusser var indtil 2015 meget normale busser at kører med i Aarhus, så sent som i 2008 blev den sidste omgang bestilt.
- Hos Nordjyllands Trafikselskab var bybusserne indtil 2020 malet i et Blå/gult design med en hvid streg ned igennem.
- Bybusserne var i Odense indtil Fynbus overtagelse malet i en rød og grå farve. Efterfølgende er busserne blevet malet lysegrønne og hvide
- Bybus på linje 8 i Silkeborg
- Bybus i Viborg på linje 2